# Sekce (vojenství)

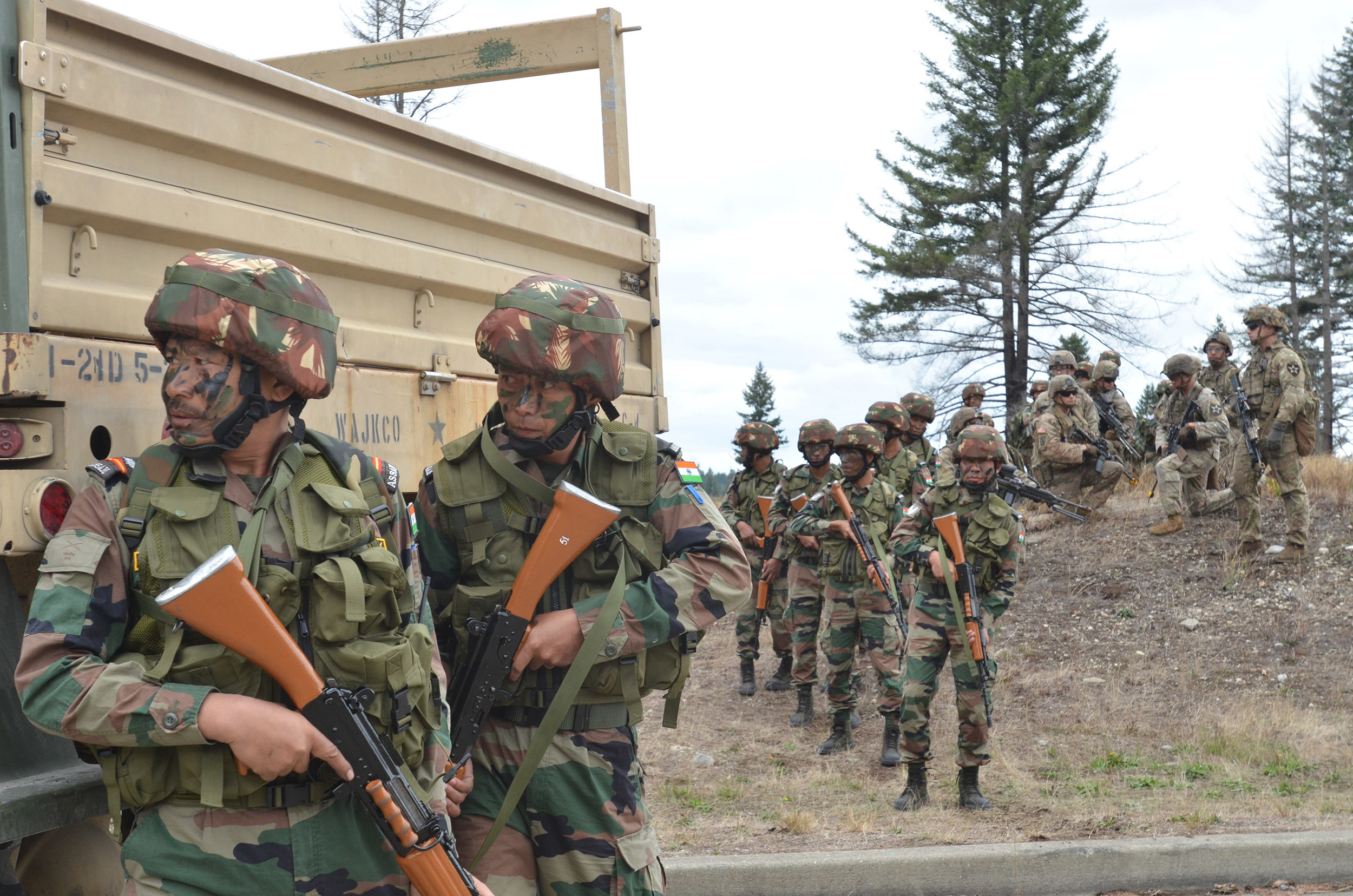
Vojáci americké a indické armády, čítající zhruba velikost sekce, během vojenského cvičení (září 2019)

Sekce (poločeta) je malá vojenská jednotka, obvykle nestálá, která se zpravidla dále dělí na družstva. Jedna sekce má 13–38 vojáků, ale dle států se může početní stav sekce výrazně lišit.
NATO a vojenská doktrína USA definují sekci jako jednotku „větší než družstvo, ale menší než četa.“